# Икономически интервенционализъм
Икономически интервенционализъм, също държавен интервенционализъм в икономиката, е действие, предприето от правителство в страна с пазарна икономика или пазарно-ориентирана смесена икономика извън основните регулации за измама или влизане в сила на договори, като усилие да се повлияе на собствената икономика.
Икономическата интервенция може да цели голям обсег от политически и икономически цели, като съдействие на икономическия растеж, увеличаване на работните места, повишаване на заплатите, повишаване или понижаване на цените, съдействие за социално равенство, управление на паричното снабдяване и лихвените проценти, увеличаване на печалбите или справяне със сривове на пазара.
|  | Тази страница частично или изцяло представлява превод на страницата Economic interventionism в Уикипедия на английски. Оригиналният текст, както и този превод, са защитени от Лиценза „Криейтив Комънс – Признание – Споделяне на споделеното“, а за съдържание, създадено преди юни 2009 година – от Лиценза за свободна документация на ГНУ. Прегледайте историята на редакциите на оригиналната страница, както и на преводната страница, за да видите списъка на съавторите. ВАЖНО: Този шаблон се отнася единствено до авторските права върху съдържанието на статията. Добавянето му не отменя изискването да се посочват конкретни източници на твърденията, които да бъдат благонадеждни. |